# Carcelia candidae
Carcelia candidae är en tvåvingeart som beskrevs av Hiroshi Shima 1981. Carcelia candidae ingår i släktet Carcelia och familjen parasitflugor. Inga underarter finns listade i Catalogue of Life.